# Международна туристическа регата по р. Дунав
Международната туристическа регата по река Дунав (на немски: Tour International Danubien), известна и съкращението ТИД (TID) от името на немски, е гребен поход (наричан също регата) по река Дунав, най-дългият в света от този род.
Провежда се ежегодно от 1956 г. насам. Организира се от членска организация, която извършва дейността си под егидата на организации по кану-каяк или туризъм от участващите страни. Походът представлява 2,5-месечно пътешествие с багаж в лодката.
Сегашният маршрут започва винаги (от 1969 г. насам) в края на юни от Инголщат, Германия. Преминава през останалите страни-организаторки – Австрия, Словакия, Унгария, Хърватия, Сърбия, България и Румъния, и след 2516 km приключва в средата на септември в Сфънту Георге (Румъния), на Черно море. В някои години в отделни етапи се е пътувало и по Горния Дунав – от Донауешинген до Инголщат.
От 54-тия поред „TID 2009“ Румъния официално се присъединява към организацията TID, а през 2012 г. същото прави и Хърватия.
Броят на участниците варира от година на година, както и в отделните етапи, но винаги е трицифрено число.
Целта на събитието още от първия поход е взаимното разбирателство, приемане на живота и културата в другите страни, независимо от съществуващите политически, философски, религиозни или етнически различия. Това трябва по-специално да насърчи сприятеляването и да засили солидарността сред любителите на водните спортове и хората от различните дунавски страни.
Най-висшият орган, конференцията на ТИД, определя графика, условия за участие, необходимите мероприятия, като на нея се обсъждат и предложения за промени в основните правила на провеждането. Освен това, на конференцията се решава и представянето на участници за наградите на ТИД.
Официалният език на ТИД е немски (писма, кореспонденция, протоколи и др.) Определени са различни за различните страни парични вноски като символичен принос за подкрепа на организациите, които зависят от собствената инициатива на всяка страна-членка и от доброволните сътрудници.
Участниците могат, след предварително уведомяване, да се включат в регатата от и да го завършват на всеки от планираните къмпинги. Всеки може свободно да планира графика си в ежедневните етапи. Ежедневните маршрути (преходи) са между 20 и 60 km, независимо от климатичните условия (горещина, дъжд, буря). В случай на здравословни проблеми се препоръчва отказ от участие. Добре съставено, цялостно и висококачествено оборудване е основно изискване за участие в регатата.